# Зуков
Зуков (нім. Sukow) — громада в Німеччині, розташована в землі Мекленбург-Передня Померанія. Входить до складу району Людвігслюст-Пархім. Складова частина об'єднання громад Кріфіц.
Площа — 21,35 км2. Населення становить 1531 ос. (станом на 31 грудня 2020).